# Сухомлинов, Михаил Иванович
Михаил Иванович Сухомлинов (3 [15] марта 1828, или 29 февраля [12 марта] 1828, Харьков, Российская империя — 8 [21] июля 1901, Санкт-Петербург, Российская империя) — русский филолог и литературовед, академик. Тайный советник (1882).

## Биография
Родился в семье профессора химии Ивана Ивановича Сухомлинова (1792—1836).
Рано лишившись родителей, он воспитывался тётей Ольгой Давыдовной Дащенковой. После окончания Харьковского пансиона Е. Зимницкого учился на историко-филологическом факультете Харьковского университета. Степень магистра получил в 1852 году за работу по теме «Взгляд на исторический ход русской драмы».
Затем был назначен адъюнктом Санкт-Петербургского университета по кафедре русской литературы. Кроме того, преподавал русскую словесность в Школе гвардейских прапорщиков и кавалерийских юнкеров, а в 1856 году — во втором Кадетском корпусе.
В 1854 году были напечатаны «О языкознании в древней России».
С 3 декабря 1855 года он — член-корреспондент Санкт-Петербургской академии наук по отделению русского языка и словесности.
В 1856 году, защитив диссертацию «О древнерусской летописи как памятнике литературном», получил степень доктора славяно-русской филологии. В марте 1858 года отправился за границу; посетил все крупнейшие европейские и западнославянские центры культуры, слушал курсы словесности, изучал памятники мировой литературы в знаменитых библиотеках и университетских архивах. Впечатления о заграничной поездке Сухомлинов описал в статьях, размещённых на страницах «Русского Вестника».
По возвращении из-за границы, в декабре 1860 года был назначен экстраординарным профессором Санкт-Петербургского университета, с 1864 года — ординарный профессор) на кафедре русской словесности, где преподавал теорию языка, древнерусскую литературу, источниковедение.
С 3 ноября 1872 года — экстраординарный академик; с 6 февраля 1876 — ординарный академик. С 1899 года — председатель II Отделения академии наук, а в 1900 году там же учредил и также возглавил разряд изящной словесности.
В 1858 году Сухомлинов издал книгу «О сочинениях Кирилла Туровского», которая включила как сами сочинения, так и исследования о нём. Также в последующие годы он публиковал книги и очерки о других выдающихся литературных деятелях: А. С. Кайсарове, М. В. Ломоносове, Н. И. Новикове, А. С. Пушкине, Н. В. Гоголе, С. Т. Аксакове, П. А. Вяземском (Князь Пётр Андреевич Вяземский. — СПб., 1879), А. Н. Радищеве (А. Н. Радищев, автор «Путешествия из Петербурга в Москву». — СПб., 1883), И. С. Тургеневе (И. С. Тургенев. — СПб., 1884) и пр. — многие из них вошли затем в 1889 году в сборник «Исследования и статьи по русской литературе и просвещению».
В 1865—1866 годах были напечатаны «Материалы для истории образования в России в царствование императора Александра I», ранее опубликованные в Журнале министерства народного просвещения (часть 1; часть 2).
Монументальный труд «История Российской академии» в восьми томах был написан и издан им в 1874—1888 гг.; в работе автор проследил развитие филологических знаний в XVIII веке и первых десятилетиях XIX века в связи с развитием русской литературы и общества. Во второй половине 1880-х годов Сухомлинов успел подготовить и издать десять томов «Материалов для истории императорской Академии наук» — систематическое собрание более 8 тыс. архивных документов. С 1887 года занимался подготовкой академического издания сочинений Михаила Ломоносова; первые пять томов полного академического собрания сочинений Ломоносова были им отредактированы (1891—1902); тома с шестого по восьмой были закончены после его смерти и вышли только в 1934—1948 годах). М. И. Сухомлинов отмечал, что хотя сама форма наших летописей и не чужда византийской хронографии, но она находится в более близком отношении к форме западноевропейских летописей-«анналов».
Сухомлинов всю жизнь оставался сторонником раннего гуманизма и аккуратного сравнительного осторожного подхода к литературоведению, породившего целую школу исследователей.
Был похоронен в Санкт-Петербурге на Новодевичьем кладбище.